# Anna Nemitz

Anna Nemitz

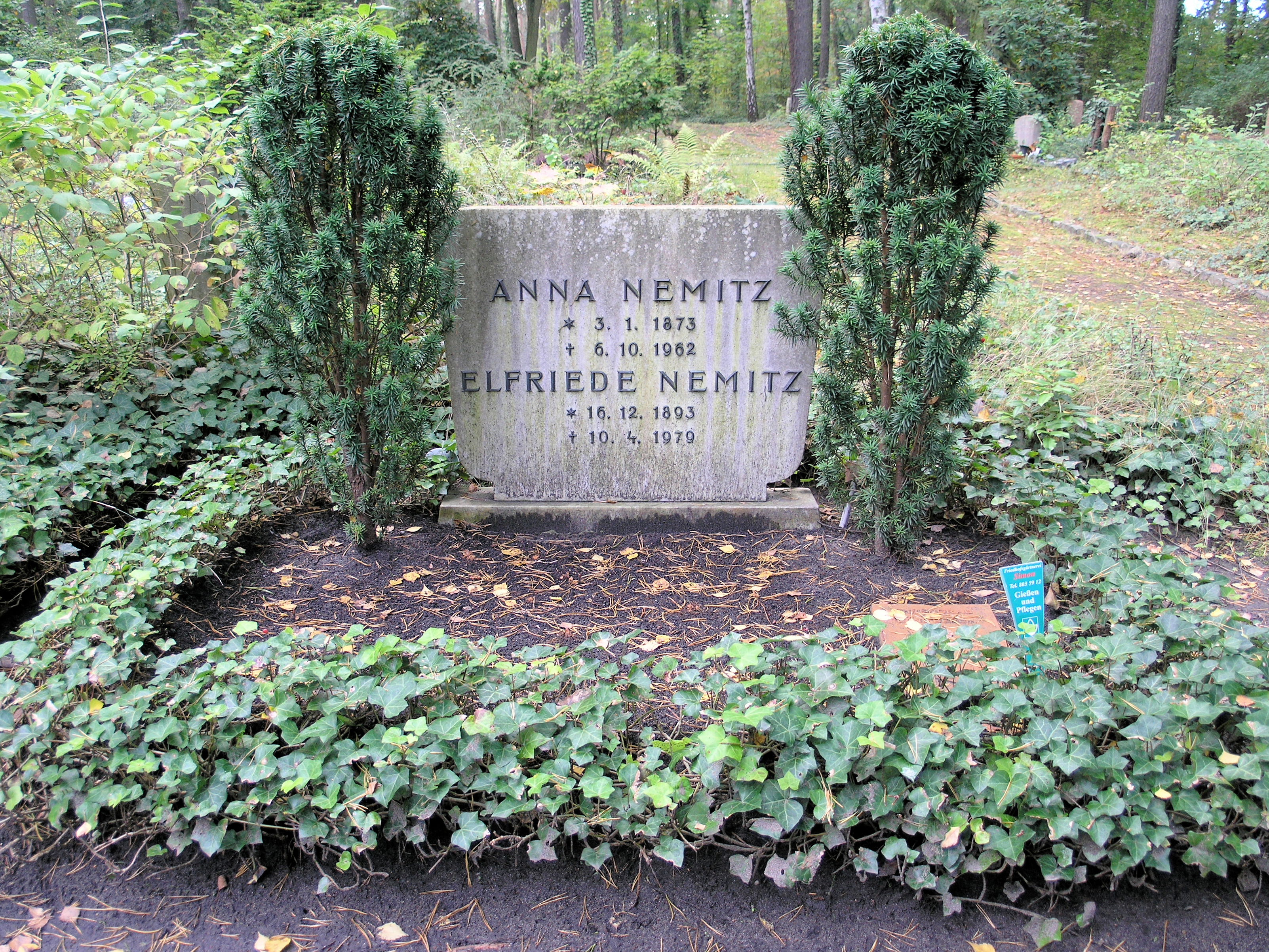
Ehrengrab, Potsdamer Chaussee 75, auf dem Waldfriedhof Zehlendorf

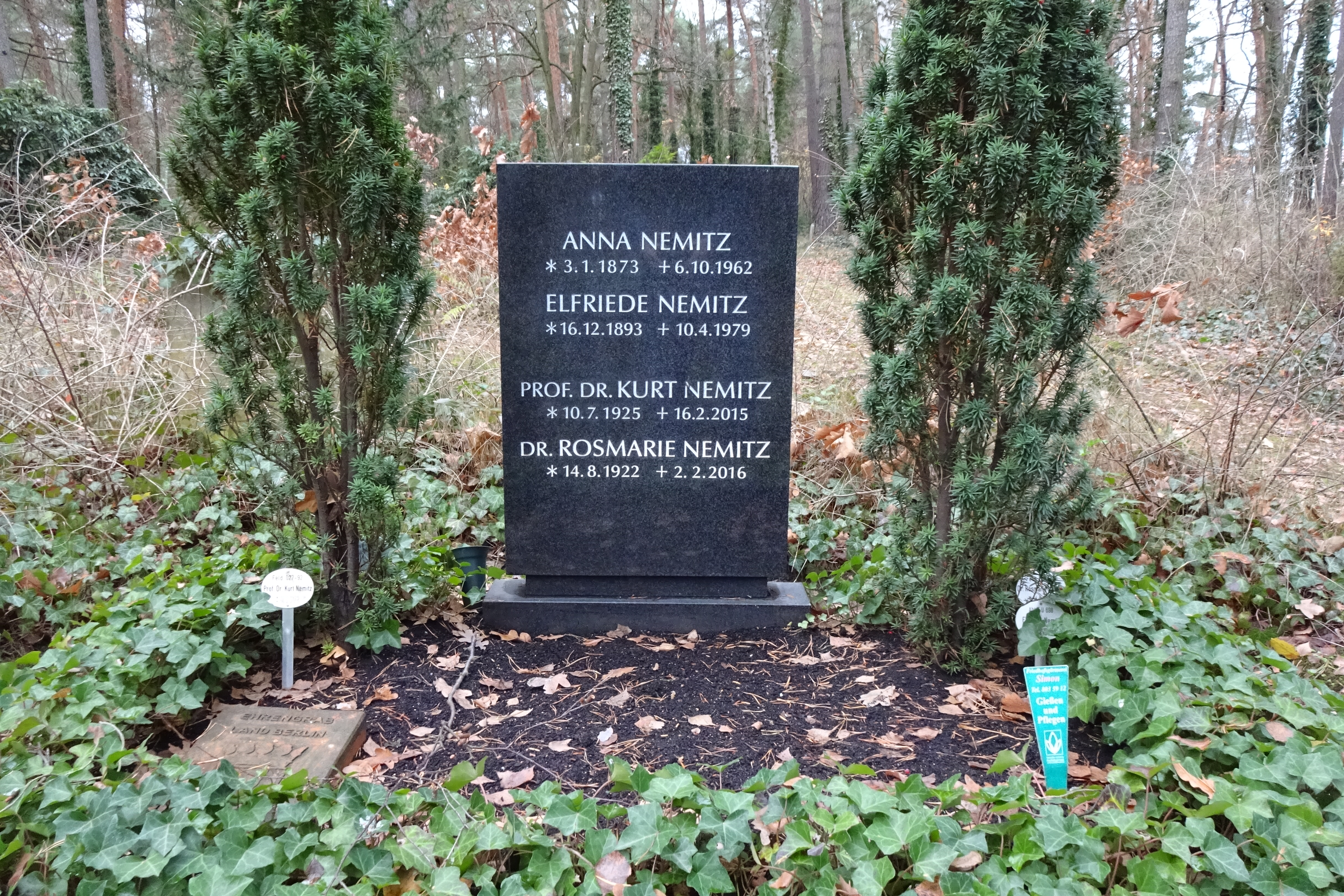
Neuer Grabstein für Anna Nemitz und Kurt Nemitz, seit 2015

Anna Nemitz (* 3. Januar 1873 in Bromberg; † 6. Oktober 1962 in Berlin; gebürtig Anna Voigt) war eine Politikerin der SPD.

## Leben
Anna Nemitz stammte aus einer kinderreichen Arbeiterfamilie. Sie war seit 1894 in der SPD aktiv und arbeitete zunächst als Hausangestellte und dann als Schneiderin. Sie hatte früh geheiratet; aus der Ehe stammt die 1893 geborene Tochter Elfriede Nemitz, die später ebenfalls als Sozialdemokratin in die Politik ging. Sowohl Anna Nemitz als auch ihr ebenfalls politisch engagierter Ehemann wurden wegen ihres Einsatzes für die Bromberger Arbeiter von den Arbeitgebern drangsaliert, sodass die Familie 1908 ins Ruhrgebiet zog. Im selben Jahr wurde Anna Nemitz als erste Frau Mitglied des Kreisvorstandes der SPD in Bochum. 1911 zog sie nach Berlin und verbrachte auch die Zeit des Ersten Weltkrieges dort. Als politisch links stehende Frau trat sie 1917 der neu entstandenen USPD bei und wurde 1918 als einzige Frau Mitglied des Arbeiter- und Soldatenrates der Stadt Charlottenburg. Seit März 1919 gehörte sie der Zentralleitung der Partei als Beisitzerin an. In den Jahren 1919 und 1920 amtierte sie auch als Stadtverordnete von Charlottenburg, das 1920 nach Berlin eingemeindet wurde. Im Juni 1920 wurde sie in den Reichstag gewählt, dem sie ununterbrochen bis 1933 angehörte. Im September 1922 wurde die USPD wieder mit der SPD vereinigt und Nemitz gehörte nun als Beisitzerin dem Vorstand der SPD an. Sie war zudem Mitglied des Hauptausschusses der SPD für Arbeiterwohlfahrt.
1933 setzte dann die Verfolgung durch die Nationalsozialisten ein. Nemitz wohnte zu dieser Zeit in Berlin-Köpenick und entkam den Ausschreitungen der SA während der Köpenicker Blutwoche im Juni, indem sie sich versteckte. Sie bewahrte außerdem den umfangreichen Nachlass von Julius Moses, ebenfalls SPD-Reichstagsabgeordneter und durch seine Heirat mit Elfriede Nemitz ihr Schwiegersohn, versteckt in ihrem Heizungskeller auf. Moses wurde als Jude nach Theresienstadt deportiert und kam dort 1942 ums Leben.

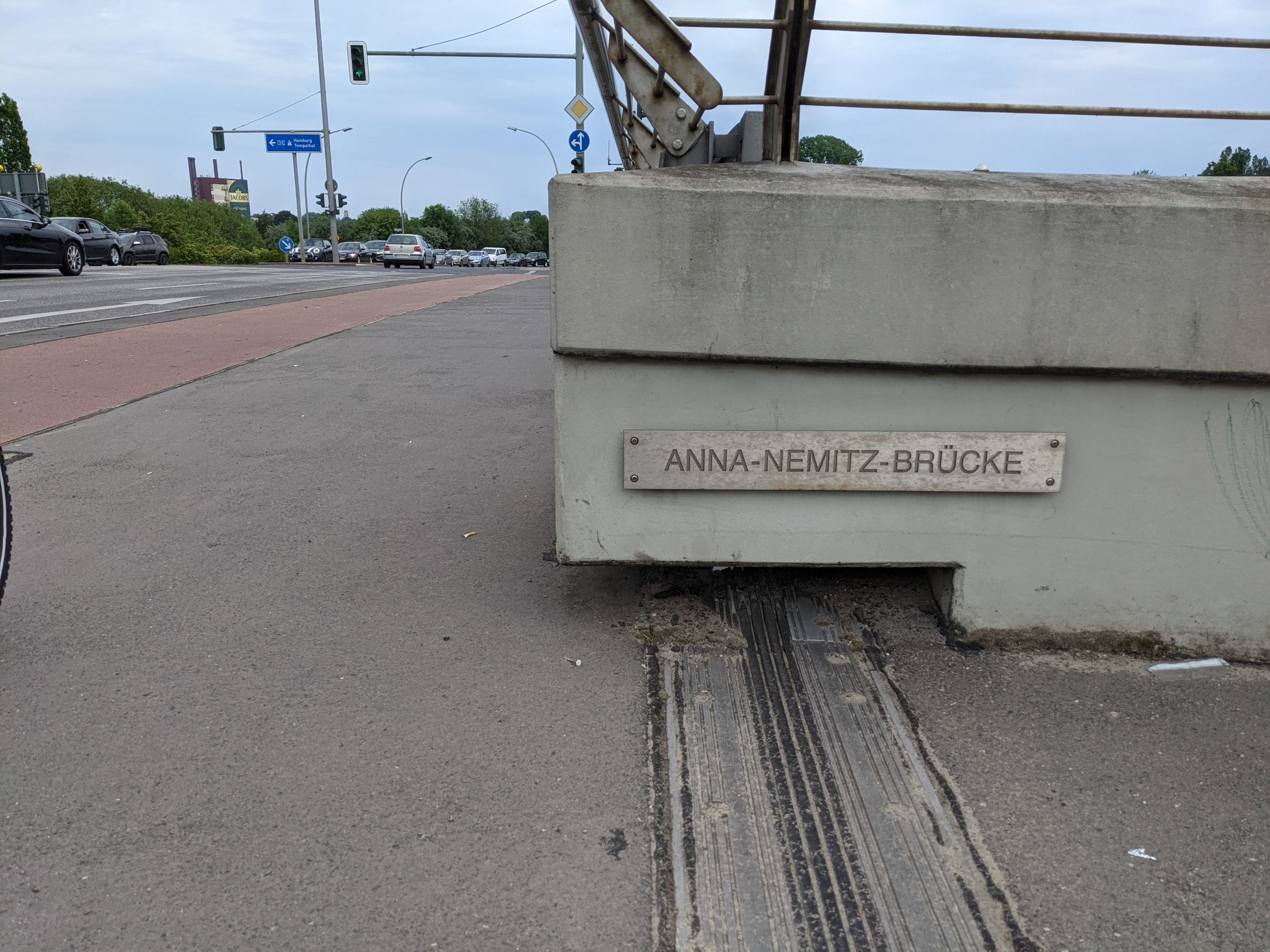
Anna-Nemitz-Brücke

1945 war Nemitz maßgeblich an der Wiedergründung der SPD in Köpenick beteiligt. Im selben Jahr wurde sie Parteisekretärin der SPD. 1946 wurde sie als Stadtverordnete in das Berliner Parlament gewählt. Zu ihrem 80. Geburtstag, am 3. Januar 1953, verlieh der Berliner Bürgermeister Ernst Reuter ihr als erster Frau überhaupt in der 133-jährigen Geschichte dieser Auszeichnung die Würde einer Stadtältesten von Berlin. Sie starb 89-jährig ein Jahr nach dem Mauerbau im Ostteil der Stadt; ihre Asche wurde dann aber in den Westteil überführt und auf dem Waldfriedhof Zehlendorf beigesetzt; der damalige West-Berliner Bürgermeister und spätere Bundeskanzler Willy Brandt hielt ihre Grabrede. Die Grabstätte gehört zu den Ehrengräbern des Landes Berlin. In Berlin-Gropiusstadt sind eine Straße und in Berlin-Baumschulenweg eine Brücke nach ihr benannt.